# Xenon (videojuego)
Xenon es un videojuego de género Matamarcianos de desplazamiento vertical, desarrollado y distribuido por The Bitmap Brothers en 1988 originalmente para Amiga y Atari ST, y posteriormente se convirtió a varios formatos, incluidos MS-DOS y Sega Megadrive. Al año siguiente se publicó la segunda parte, Xenon 2 Megablast.
La desarrolladora española Animagic se encargó de programar la versión para Amstrad CPC.

## Recepción
Microhobby nº187 valoró el videojuego para ZX Spectrum:
Originalidad: 60%
Gráficos: 80%
Movimiento: 80%
Sonido: 80%
Dificultad: 90%
Adicción: 80%